# Anker Kihle
Anker Kihle (Skien, 19 de abril de 1917 - 1 de fevereiro de 2000) foi um futebolista norueguês.

## Carreira
Anker Kihle fez parte do elenco da Seleção Norueguesa de Futebol, na Copa do Mundo de 1938.

## Ligações Externas
- Perfil em Fifa.com (em inglês)